# Regla del pico final
La regla del pico final hace referencia a la tendencia que tenemos a juzgar una experiencia en función de sus momentos más intensos (ya sean buenos o malos) y el final, más que por su totalidad. Para esta heurística, el resto de información aparte de la del pico y el final de la experiencia —como por ejemplo el agrado o desagrado neto y cuánto duró la experiencia— no se pierde, pero no es utilizada.

## Investigaciones y ejemplos
Salud: Estudio con colonoscopias (Kahneman, Redelmeier y Katz, 1996)
Se dividió a los pacientes en dos grupos. Al segundo grupo se le añadió una fase final de tres minutos sin dolor, durante los cuales el colonoscopio no se movía. Curiosamente, estos pacientes recordaron el procedimiento como menos desagradable que aquellos que solo pasaron por la versión típica, a pesar de que el tiempo total fue mayor.
Vacaciones: Estudio sobre felicidad (Universidad de Canterbury, 2006)
Los investigadores concluyeron que la duración de un viaje no influye tanto en la felicidad recordada, sino que esta depende del momento más memorable y del final. Las vacaciones con un cierre particularmente agradable se recordaron de forma más positiva que aquellas con un final menos favorable.
Marketing: Estrategias de precios (De Maeyer y Estelami, 2010)
El estudio reveló que los consumidores forman su percepción del "precio normal" de una marca a partir del promedio entre el precio más alto y el precio final observado. Subir temporalmente los precios puede hacer que el precio de referencia aumente, pero esta estrategia debe usarse con precaución. Grandes descuentos repentinos también pueden dañar la imagen de la marca, ya que los consumidores pueden acostumbrarse a esperar precios bajos.
Educación: Evaluaciones por pares (Hoogerheide et al., 2020)
Los estudiantes que recibieron evaluaciones negativas, pero con un comentario final moderadamente favorable, recordaron la experiencia como más satisfactoria y menos difícil que aquellos sin un cierre positivo. Los investigadores recomendaron que los docentes estructuren sus retroalimentaciones para cerrar con aspectos positivos o críticas más aceptables, mejorando así el recuerdo y la motivación de los alumnos.